# Prádanos de Ojeda
Prádanos de Ojeda es un municipio y localidad de la provincia de Palencia (Castilla y León, España).

## Geografía
- Altitud: 927 metros.
- Latitud: 42º 40' 59" N
- Longitud: 004º 21' 00" O

## Etimología
El topónimo  Prád [+ anos] de Oj [+eda] forma parte, en tamaño reducido, de la toponimia palentina (España), derivando de un vocablo latino pratum >
prado, pradera, pradería. Etimológicamente, pratum o 'prado' [en español] designa "una tierra muy húmeda e de regadío, en la cual se deja crecer o se siembra la hierba para el pasto del ganado". Tratase de una hierba perenne de la familia de las Rosáceas, con follas de 6 a 8 decímetros de altura, hojas alternas y divididas en segmentos aovados, desiguales, blancas e tormentosas por el envés. Su terminal, mayor está dividido en tres lóbulos, y las flores blancas o rosáceas en umbela". Se cultivan como plantas ornamentales y su raíz es tónica e febrífuga. Los prados o 'campos' más o menos extensos son cubiertos de plantas herbáceas que sirven de alimento para el ganado a través de pastos cultivados o de siega, o por los dos métodos. La pradera designa un prado grande (dimensiones acentuadas), de importancia económica por causa das plantas forrajeras, y apropiadas que son para todo tipo de rebaños (bovino, equino, ovino etc.). La pradería corresponde a un conjunto de prados > una serie de prados dentro de la altiplanicie palentina (en media 800 m) donde crecen diversas plantas de forraje, en general cereales (trigo, cebada, avena, centeno, sorgo etc.) destinados a alimentar el ganado, especialmente en la primavera. Sus terrenos planos de clima temperado ('mediterráneo'), desenvuelven formaciones vegetales herbáceas con predominio de gramíneas (trigo y cebada, por ejemplo) y otras especies que constituyen pastos naturales diversificados. 'Prádanos" [Prád + anos] es un topónimo compuesto pelo substantivo latino pratum (prado) y el sufijo - anos que indica procedencia, pertenencia o adscripción (atribuir o hacer figurar algo/persona o cosa). El sufijo - anos agrega al substantivo una función o destino concreto. Así Prádanos sería un lugar donde primitivamente existieron prados/campos cubiertos de plantas herbáceas o forrajeras propias para el ganado, y que sobreviven hasta los días actuales.
El vocablo Ojeda deriva del verbo transitivo [radical] Ojear al cual se agregó el sufijo - eda, que forma sustantivos colectivos, provenientes de posibles accidentes geográficos, árboles, plantas etc. En general, designa el lugar que permite observar. El nombre colectivo del radical Oj [ear] y el sufijo + eda formó Ojeda y otros vocablos como ojeada, ojeador, ojeriza, ojeo, ojén etc. Así, Ojeda designaría un lugar [o lugares] en que 'abunda' o es posible la mirada > pronta y ligera que se da a algo o hacia alguien. Este colectivo acoplado al topónimo Prádanos [y en él, a todos los pueblos de la comarca palentina con esa alcurnia], designaría una cierta y real facilidad con que podemos ver u observar las tierras a nuestra frente, dadas las posibilidades de contemplar con nuestros propios ojos grandes extensiones de tierra donde prosperan prados, olmos, nogales, parrales, etc.de los cuales adquieren sus nombres propios: Prádanos de Ojeda, Olmos de Ojeda, Nogales de Ojeda, La Vid de Ojeda… Así, la Ojeda como sustantivo colectivo designaría, por consiguiente, un lugar o lugares bien situados para contemplar un paisaje o un acontecimiento. Sus mejores sinónimos en español serían: mirada [vistazo, ojeada], miradero [lugar desde el cual se ve un amplio panorama], mirador [una especie de balcón natural, valle, corredor o galería desde los cuales descubrimos grandes extensiones de tierra]. Sus equivalentes en portugués son mirante y belvedere. Palabras iguales y con idéntica formación a Ojeda serían olmeda [cuantidad de olmos], alameda [cuantidad de álamos], oleada [cuantidad de algo o alguien], entre muchos otros. Cuanto a la locución adjetiva Ojeda estaría encuadrada en la "cuantidad de posibles miraderos” numéricamente posibles sobre el paisaje dadas sus circunstancias geográficas, pues las altiplanicies situadas a los pies del sector montañés palentino no dejan de ser oportunidades maravillosas de contemplar la extraordinaria Tierra de Campos y los ‘vergeles’ (huertos/as) hermosísimos a lo largo de sus ríos y valles sorprendentemente esplendorosos. En estos lugares, nuestra mirada o nuestros ojos se pierden en el horizonte castellano, principalmente cuando se trata de otear los valles locales [El Boedo, La Valdavia, La Ojeda, etc.] En mi opinión  -y lo digo como hijo de Prádanos y geógrafo-, La Ojeda es una especie de tejadillo (balcón) desde el cual observamos las 'llanuras' de la Tierra de Campos [los llamados Campi Gotorum, de la época visigótica], adormecida en las faldas de los famosos Picos de Europa e montes de Cantabria.
Por último, no se pueden descartar otras hipótesis: Ojeda derivaría del románico Hoyeda > actual hoyada > cantidad de hoyos existentes en la comarca, o como los define el diccionario: "un terreno bajo que no se descubre hasta estar cerca de él" [tal vez el sustantivo hoya > "llano extenso rodeado de montañas", sería más correcto].En este caso, la palabra Ojeda designaría 'cuantidad de hoyos/hoyas', que no me parece ser el caso de La Ojeda, donde no vemos hoyos/hoyas entre 'poderosas' montañas, y sí valles extensos por donde corren riachos que recogen las aguas provenientes del derretimiento de las nieves 'eternas'(¿?) de los montes cantábricos. Como sus lechos y caudales son poco profundos, las tierras circunvecinas se explayan a lo largo de sus cuencas, en extensiones que más se parecen a llanuras o altiplanicies dentro de la propia meseta castellana. Los ‘hoyos/hoyas’ no corresponden exactamente a la realidad geográfica de la comarca actual [Boedo/Ojeda].
Existen otras dos teorías sobre la procedencia del nombre de Prádanos.
Por un lado que proceda de Plátanos, en referencia al árbol de sombra (Platanus orientalis) muy abundante en esta zona. Otros municipios cercanos reciben su nombre de plantas similares; Olmos, Nogales, La Vid...
Por otro lado se piensa que podría proceder de Prado de linos, Pradalinos; Prádanos. El lino fue un cultivo importante en la economía del municipio durante muchos años. Hoy en día se conserva el nombre de linares a las parcelas ricas y fértiles de varios parajes.

## Historia
Seguramente el topónimo de Prádanos provenga del sustantivo latino “pratum” con significado de prado o pradera, al que se añadió el sufijo “-aros”, o propensión a. Recuérdese que cuando una legión romana se asentaba en un determinado valor, levantaba un campamento y ejercía su dominio en cierto territorio denominado “prata” así daban parto a sus animales y alimento a sus soldados. Varios son los pagos de la localidad que aluden a ese significado: la Pradera, praderas, praderillo, pradillas, etc.
Prádanos disponía a finales del siglo XVI de unos 266 habitantes, a mediados del siglo XIX de 1086; en 1900 de 1242, en 1930 de 900 en 1960 de 676 y en 2005 de 218.

### Siglo XIX
Así se describe a Prádanos de Ojeda en la página 198 del tomo XIII del Diccionario geográfico-estadístico-histórico de España y sus posesiones de Ultramar, obra impulsada por Pascual Madoz a mediados del siglo XIX:

PRADANOS DE OJEDA

Lugar con ayuntamiento en la provincia y diócesis de Palencia (13 leguas), partido judicial de Cervera de Río Pisuerga (4), audiencia territorial y capitanía general de Valladolid (21).
Situado hacia la parte E de la provincia, en el valle de Ojeda. Su clima es poco frío, combatido por los vientos N y O, y propenso a dolores de reuma y calenturas catarrales.
Consta la población de 240 casas de mediana fábrica; la del ayuntamiento; escuela de ambos sexos a la que concurren 100 niños y 28 niñas dotada con 1.500 reales del fondo de propios y una corta retribución que dan los padres de los discípulos; 2 fuentes de excelente agua una al N dentro del pueblo, titulada del Arrabal, y otra al O 200 pasos de distancia llamada de Palacio; iglesia parroquial (San Cristóbal), servida por 2 tenientes de cura y 2 beneficiados; próximo a esta se halla el camposanto con buena ventilación; en el centro del lugar, la ermita de San Pedro, y al S y a 100 pasos la de San Román.
El término confina por N Becerril del Carpio; E Nogales de Río Pisuerga; S Villavermudo, y O San Andrés de Arroyo. Su extensión de N a S es de 3/4 y 1/2 legua de E a O.
El terreno es de primera, segunda y tercera; en la primera hay algo de regadío y muy productivo; las restantes de secano. Cruza el término un pequeño arroyo denominado de las Preses, cuyas aguas se utilizan para el riego y dar impulso a un batán de 8 mazos y 2 ruedas; el monte ha sido roturado y sólo hay algunos chopos para la construcción de edificios; tiene 2 canteras de piedra de buena calidad.
Los caminos son locales y en mal estado. La correspondencia se recibe de Herrera de Río Pisuerga los martes, jueves y sábados, y sale los mismos días.
Producciones: trigo, morcajo, cebada, avena, yeros y legumbres; se cría ganado lanar, vacuno y algo caballar; y caza de perdices y pocas liebres.
Industria: la fabricación de paños bastos trabajados a mano y el batán citado.
Comercio: la venta de paños y de granos sobrantes e importación de artículos de primera necesidad.
Población: 209 vecinos, 1.086 almas.

Capital productivo: 317.950 reales. Imponible: 25.436. El presupuesto municipal asciende a 8.000 reales y se cubre con el producto de los ramos arrendables, y el déficit por reparto vecinal.

## Geografía humana

### Demografía
Cuenta con una población de 181 habitantes (INE 2024).
| Gráfica de evolución demográfica de Prádanos de Ojeda entre 1842 y 2021 |
| |
| Población de derecho según los censos de población del INE. Población de hecho según los censos de población del INE.Entre el Censo de 1857 y el anterior, crece el término del municipio porque incorpora a 345106 (San Jorge). |

| 1900 | 1910 | 1920 | 1930 | 1940 | 1950 | 1960 | 1970 | 1981 | 1991 | 2014 | 2015 | 2017 | 2022 |
| 1242 | 1146 | 866  | 900  | 853  | 892  | 676  | 423  | 250  | 255  | 203  | 197  | 193  | 178  |

### Comunicaciones
Circulando por la autovía A67 que une Palencia y Santander, se toma la salida 88 en dirección a Cervera de Pisuerga por la P223. Dos kilómetros después de la salida se encuentra Prádanos de Ojeda.

## Monumentos y lugares de interés
Plaza
La plaza del pueblo: Plaza del Corazón de Jesús.
Es un gran centro de reunión de niños, jóvenes y mayores. En ella se celebran grandes festejos y acontecimientos: Verbenas, subastas, juegos....
Presidiendo en lo más alto de una torre que comparten la ermita y el Ayuntamiento, se encuentra el reloj. Gracias a la iniciativa y colaboración ciudadana, hoy funciona y alegra con su campaneo los días y noches de Prádanos.
Antes, cuando los tractores no enmudecían las campanadas, y los relojes de muñeca eran lujo de algunos pocos, avisaba a los labradores que se encontraban en el campo para que volvieran a casa.
En la plaza se encuentran: La escuela de educación infantil; La ermita, donde se celebran las misas y los rosarios en época de poco gentío y de crudos inviernos; La torre del reloj, y la Casa Consistorial. Casi pegando a la plaza se ubica el Círculo Católico, hermandad de hermandades. Institución fundada por un antiguo párroco, formando una asociación de todos los vecinos con fines morales y benéficos de la época, principios de siglo.
Como en la mayoría de los pueblos y ciudades que no han crecido desorbitadamente, la plaza se encuentra en el medio del municipio. Prádanos ha manifestado su crecimiento por el arreglo de las casas viejas dentro del casco antiguo, más que por la ampliación del mismo.
Iglesia Parroquial
Conjunto románico-renacentista comenzada en el siglo XII y terminada entre los siglos XV y XVII. Es el templo de mayor tamaño de toda la Ojeda. Su orientación es la ya tradicional, con el eje de la nave mayor de oriente a occidente; la cabecera hacia oriente, que es de donde nace el sol.
La planta es de tipo basilical en forma de cruz con cabeza redonda. En el exterior, sus muros están construidos con piedras de sillería traídas de las canteras de Villaescusa de Ecla y Becerril de Carpio.
Su nombre se le debe al patrón de Prádanos: San Cristóbal, a quien se le dedica el Altar Mayor.

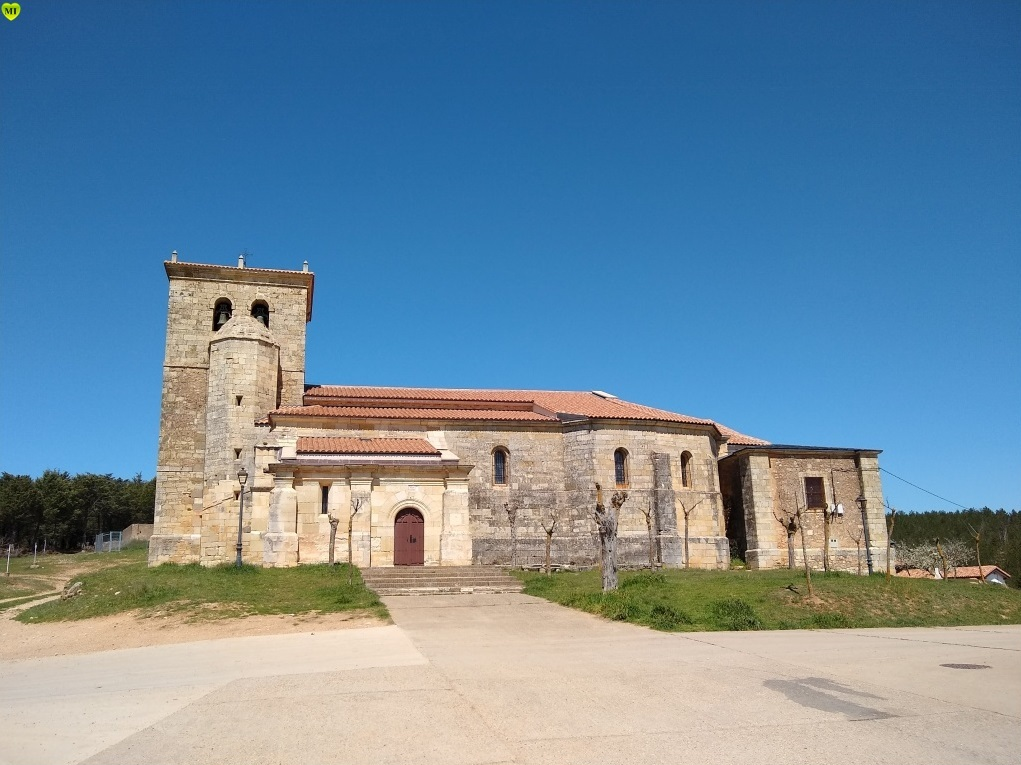
Iglesia parroquial

Se encuentra presidiendo el pueblo en el punto más alto del mismo.
Dentro de su mobiliario podemos destacar:
Las puertas románicas
Construidas con madera de roble. Pertenecen al siglo XII. Sus herrajes y cerrojos son de un gran valor artístico.
El órgano
Según dice el propio órgano: "Construido en Sasamón, provincia de Burgos, el año 1782, por Antonio Ruiz de 33 años de edad, siendo párroco D Leandro Zurita".
La pila bautismal
Realizada en una sola pieza.
Las campanas
Durante mucho tiempo han organizado la vida cotidiana del pueblo. El campanario cuenta con ocho huecos o ventanales de los cuales 4 están ocupados por campanas. Para acceder a él se debe subir por una hermosa escalera de caracol realizada en piedra. Las campanas tenían, y aún queda algo, su propio código de comunicación mediante sus "toques" que convocaban a toda la comunidad a la iglesia o a los rezos de cada momento. Había varios toques: "Ángelus", "difuntos", "vísperas", "bautizo", "Fiesta mayor"... incluso, para ahuyentar temerosas tormentas. Tienen su nombre. De este a oeste: "Corazón de Jesús", "San Cristóbal", "Santa María y San José" y "La Inmaculada Concepción".
La ermita de San Pedro
Pequeña ermita situada en la plaza del Corazón de Jesús junto al Ayuntamiento.
Fuente Palacios
La "fuente de Palacios", manantial de riqueza para el pueblo. Esta agua da vida a personas y animales del pueblo. Lo que sobra, riega los campos que lindan al "Arroyo Grande". Con alguna que otra peripecia, se ha encaminado el agua hasta otras zonas para el riego.
Antes de manar a la luz, el agua es bombeada hasta el depósito de abastecimiento del pueblo. Lo que queda llega hasta el lavadero pasando por un canal de piedra, antiguo abrevadero de reses, aún hoy, alivian su sed las ovejas cuando regresan en los atardeceres desde el pastoreo.
Su trayecto se ve detenido momentáneamente en el lavadero... lo que habrán oído sus paredes.... Constaba de tres pórticos formados por pendolones de madera. Hoy sólo quedan dos y el muro hastial.
Al lado del lavadero existe una pradera, hoy escena de tertulias nocturnas para la juventud, antes, posadero de sábanas y ropas del lavado.
Fuente del Arrabal
La fuente del Arrabal: El otro manantial del pueblo. Junto con la fuente Palacios dan agua a los habitantes y transeúntes del pueblo. Su agua, dicen las gentes, que es de mejor paladar y con menos contenido en cal. Desde ella se acarrean grande botijos, botellas y garrafones de agua para beber en casa.
Cuenta también con lavadero y se encuentra al lado opuesto del pueblo con la Fuente del Palacio.
A su lado se encuentra, ya en desuso, el pilón de abrevar los animales, al igual que en la otra fuente. Existen tres pilones de abrevaderos: Este, el de la Fuente del Palacio y la llamada Fuentecilla
La Cerrilla
Uno de los lugares más emblemáticos de Prádanos. Se encuentra de espaldas a la iglesia y subiendo el primer repecho hacia el monte. Iglesia y Cerrilla se comunican por un "vía crucis" que se reza en la mañana del Viernes Santo, entre los pinos que bordean el camino..
Cuenta la leyenda que una niña llamada Juana se perdió en el monte y apareció en este lugar tres días después sana y salva. En homenaje a este "milagro" se levantó una cruz.
Más tarde la zona, no solo se recuperó sino que se fomentó y enlució. Se sustituyó la vieja cruz de madera por una nueva de hierro y se levantó una ermita junto con unas mesas y bancos para el reposo o la merienda.

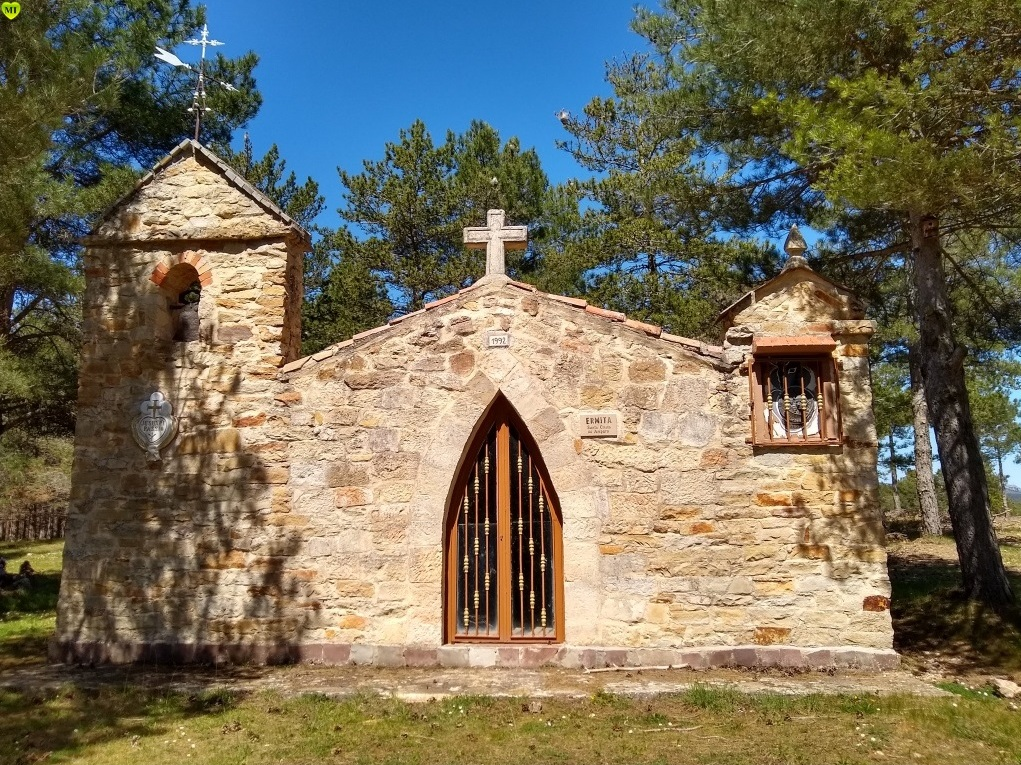
Ermita

La estancia en el lugar se hace tranquila y apacible, propia para cualquiera que pretenda buscar un momento de relajación y tranquilidad.
Ermita de San Jorde
Templo de origen románico del siglo XIII situado en el despoblado de San Jorde de Ojeda. Conserva enorme y portentosa espadaña de sillares. Actualmente se encuentra en estado ruinoso presentando el techo hundido. Ha sido destejada, lo cual facilita que su estado sea de progresiva ruina. Incluida en la Lista Roja de Patrimonio en Peligro.
Camino Lebaniego Castellano

## Vecinos ilustres
- Alfredo Zurita Peral: nacido en 1945, fraile trinitario que fue párroco de San Juan de Mata (Alcorcón),reconocido y querido por su importante labor social en el municipio.
- Vicente San Millán (B.), general en la reserva del ejército de tierra, que sirvió durante tiempo, entre otros destinos, en destacamentos de Salamanca y otros. Pasaba sus vacaciones con la familia en el pueblo, siendo gran aficionado a la caza.
- Ricardo San Millán López, 1943, pasionista, remozador del pueblo, en la década de los noventa, construyó -de nueva obra- un viacrucis y una ermita en la Cerrilla; así como un monumento a la agricultura y al siglo XXI. Estos se encuentran en la plaza-explanada, frente a la iglesia parroquial de san Cristóbal. Con el nombre de Prádanos de Ojeda, recopiló la historia del pueblo y sus costumbres, siendo publicado en el año 1992 por Diputación de Palencia y encontrándose en algunas bibliotecas.